# نادرة لملوم
نادرة لملوم، ممثلة تونسية مثلت عدة مسلسلات درامية. اشتهرت بدور جميلة في المسلسل التلفزيوني من أجل عيون كاترين.

## أعمالها

### الأفلام
- 2002 : الحرير الأحمر – من إخراج رجاء عماري بدور هالة.
- 2002 : طين الأجبال – من إخراج نوري بوزيد [محل شك].

### المسلسلات
- 2001 : ريحانة - من إخراج حمادي عرافة بدور زينب.
- 2003 : اخوة وزمان – من إخراج حمادي عرافة بدور ريم.
- 2005 : شرع الحب – من إخراج حمادي عرافة بدور نجوى الصحفية.
- 2006 : نواصي وعتب – من إخراج عبد القادر الجربي (ضيف شرف الحلقة 4) بدور والدة غادة.
- 2007 : كمنجة سلامة – من إخراج حمادي عرافة بدور نرجس.
- 2008 : صيد الريم – من إخراج علي منصور بدور صباح.
- 2008 : شوفلي حل (ضيفة شرف الحلقة 23 من الموسم 4) – من إخراج صلاح الدين الصيد بدور مدام قارون (مريضة الدكتور سليمان الأبيض).
- 2009 : أقفاص بلا طيور – من إخراج عز الدين الحرباوي بدور خولة.
- 2010-2011 : نسيبتي العزيزة (ضيفة شرف الحلقتين 7 و10 من الموسم 1 والحلقة 5 من الموسم 2) – من إخراج صلاح الدين الصيد بدور مدام منيرة.
- 2012 : من أجل عيون كاترين – من إخراج حمادي عرافة بدور جميلة.
- 2013 : نجم الليل (الموسم 4) – إخراج مديح بالعيد ومهدي نصرة بدور فاطمة.
- 2013 : يوميات المرأة – إخراج مراد بن الشيخ ونص خالدة الشيباني بدور دليلة العوني.
- 2017 : أولاد مفيدة ج3
- 2019 : أولاد مفيدة ج4
- 2020 : أولاد مفيدة ج5[4]– إخراج سامي الفهري وسوسن الجمني بدور لطيفة.
- 2017 : ملحمة خضراء (السيرة الهلالية) – إخراج حافظ خليفة.
- 2018 : سبع صبايا – إخراج خلف الله الخلصي على قناة التاسعة.
- 2019 : مسرح العائلة – إخراج محمد مزيان.

- 2021 : تركة – من إخراج غازي العامري بدور عائشة.

#### الأفلام التلفزية
- 2004 : تين الجبل لعلي منصور.[5] [6]

## وصلات خارجية
- نادرة لملوم على موقع IMDb (الإنجليزية)
- نادرة لملوم على موقع ألو سيني (الفرنسية)
- نادرة لملوم على موقع أول موفي (الإنجليزية)
- نادرة لملوم على موقع قاعدة بيانات الفيلم (الإنجليزية)
- نادرة لملوم على موقع كينوبويسك (الروسية)